# Вижаиха (посёлок)
Вижаиха — посёлок в Чердынском районе Пермского края. Входит в состав Ныробского городского поселения.

## Географическое положение
Расположен на правом берегу реки Колвы, примерно в 9 км к северо-западу от центра поселения, посёлка Ныроб, и в 57 км от Чердыни. Примерно в 1 км ниже посёлка Колва принимает крупный приток — реку Вижаиха.

## Население
| 2010 |
| ---- |
| 111  |

## Топографические карты
- Лист карты P-40-113,114 Ныроб. Масштаб: 1 : 100 000. Состояние местности на 1982 год. Издание 1988 г.